# Odessabarbe
Die Odessabarbe (Pethia padamya, Synonym: Puntius padamya), wegen des roten Flankenstreifens der Männchen auch Rubinbarbe genannt, ist ein Süßwasserfisch aus der Familie der Karpfenfische (Cyprinidae). Die Art wurde erst 2008 wissenschaftlich beschrieben, war aber in der Aquaristik schon seit den 1970er Jahren bekannt. Ihren deutschen Trivialnamen erhielt sie, da sie zuerst auf einem Zierfischmarkt in Odessa entdeckt wurde. Ihr natürliches Vorkommen blieb lange Zeit unbekannt. Da keine Typlokalität angegeben werden konnte, konnte auch keine Erstbeschreibung erfolgen.

## Verbreitung
Die Odessabarbe wurde 2008 nach Typusexemplaren beschrieben, die in einem von Menschen angelegten Teich in der Nähe von Mandalay im Einzugsgebiet des Irrawaddy in Birma gefangen wurden. Sie wurde außerdem im unteren Chindwin nachgewiesen.

## Merkmale
Die Odessabarbe wird 7 cm lang. Ihr Körper hat die typische Form kleiner südasiatischer Barben. Von anderen Barben der Gattung Pethia unterscheidet sie sich vor allem durch die Färbung. Sie ist silbriggrau bis helloliv, mit dunklen Schuppenrändern, so dass ein Netzmuster entsteht. Am Oberrand des Kiemendeckels befindet sich ein blauer Fleck, an den Körperseiten zwei schwarze Flecken, einer in der Schulterregion, der andere, kleinere, oberhalb des Endes der Afterflosse. Männchen sind intensiver gefärbt und fallen durch ein rotes Längsband auf den Flanken auf, das sich bis zum Schwanzflossenstiel zieht. Rücken-, After- und Schwanzflosse der Männchen sind mit schwarzen Punkten besetzt.
Die Seitenlinie ist kurz. Am Oberkiefer befindet sich ein kurzes Bartelpaar.
- Flossenformel: Rückenflossenweichstrahlen (insgesamt): 11–12; Afterflossenweichstrahlen: 8.
- Schuppenformel: SL 5–8, Schuppen um den Schwanzflossenstiel 12.